# Falémé
Falémé – rzeka w zachodniej Afryce, w Gwinei, Mali i Senegalu, dopływ rzeki Senegal.
Rzeka wypływa z wyżyn w północnej Gwinei i na krótkim odcinku płynie w kierunku północno-wschodnim. Dalej, już na terytorium Mali, skręca na zachód, a następnie północny zachód, tworząc znaczny fragment granicy malijsko-senegalskiej, na pewien czas zbaczając na terytorium Senegalu. W okolicach miasta Bakel Falémé wpada do rzeki Senegal.
Rzeka ma długość ok. 400 km i od lipca do września jest częściowo żeglowna.